# Кеті Мартон
Кеті Мартон (англ. Kati Marton, угор. Marton Kati, нар. 3 квітня 1949, Будапешт, Угорщина) — американська письменниця і журналістка єврейського походження. Працює іноземним коресподентом у ABC News і National Public Radio. Також написала ряд книг.
Вона була головою Міжнародної коаліції жіночого здоров'я і директором Комітету із захисту журналістів та інших організацій, зокрема Міжнародного комітету порятунку, Human Rights Watch а New America Foundation.

## Життєпис

### Молодість
Кеті народилася в Угорщині. Була дочкою дочка Ілони Мартон (репортер United Press International) та Ендре Мартона (журналіст Associated Press). Її батьки пережили Голокост Другої світової війни, але ніколи не розмовляли про це. Батьки відсиділи майже два роки у в'язниці за безпідставним звинуваченням у шпигунстві на користь США. Кеті і її старша сестра на цей час були поміщені під опіку чужих людей. Вихована католичкою, вона дізналася набагато пізніше і випадково, що її бабуся і дідусь були євреями, які були вбиті в концентраційному таборі Освенцим. Серед численних нагород, що її батьки отримали, була Премія Джорджа Полка за висвітлення угорської революції 1956 року. Сім'я втекла з Угорщини після революції і оселилася в Чеві-Чейз, штат Меріленд, де Мартон навчалася у середній школі Bethesda-Chevy Chase High School.

### Освіта
Вона навчалася в Сорбонні в Інституті політичних досліджень у Парижі. В Угорщині в неї була французька няня, тому вона угорську і французьку мови. Вивчила американську англійську, коли її родина переїхала в США. Має ступінь магістра в галузі міжнародних відносин Університету Джорджа Вашингтона.

### Особисте життя
Мартон була тричі одруженою. Її перший чоловік - Керролл Ветцель, колишній міжнародний інвестиційний банкір з Філадельфії. Другий чоловік, ведучий ABC News, Пітер Дженнінгс. У них народилося двоє дітей. Розлучилися у 1993 році.
Її третім чоловіком був дипломат Річард Голбрук. Вони жили разом з 1995 року до його смерті в грудні 2010 року. Кеті часто подорожувала з ним під час його дипломатичних місій в колишню Югославію та на Близькому Сході. Вона писала про свою любов і після його смерті свої мемуари "A Love Story".

## Нагороди
Мартон отримала кілька нагород за її репортажі, зокрема Гуманітарну премію Ревеки Когут Національної ради єврейських жінок 2001 року, у 2002 році Премію Матриця для жінок, які змінять світ (Matrix Award for Women Who Change the World), Премію імені Джорджа Фостера Пібоді. Отримала Хрест командора Ордена за заслуги Республіки Угорщина - найвищої цивільної нагороди Угорщини. Отримала Премію досконалості міжнародного центру Нью-Йорка (The International Center in New York's Award of Excellence). Її автобіографічна книга "Вороги народу: Подорож моєї сім'ї в Америку" (Enemies of the People: My Family's Journey to America) була фіналістом Премії Національного кола книжкових критиків (National Book Critics Circle Award) у 2009 році.

## Її твори
- Marton, Kati (2012). Paris: A Love Story. New York: [Simon & Schuster]. ISBN 978-1-4516-9154-2. OCLC 778417065.
- Marton, Kati (2010). A nép ellenségei : családom regénye [Enemies of the people] (Hungarian) . Budapest: Corvina. ISBN 978-963-13-5882-7. LCCN 2011391425.
- Marton, Kati (2009). Enemies of the people : My Family's Journey to America (вид. 1st Simon & Schuster hardcover). New York: Simon & Schuster. ISBN 978-1-4165-8612-8. LCCN 2009014480. OCLC 759874746.
- Marton, Kati (2006). The great escape : nine Jews who fled Hitler and changed the world. New York: Simon & Schuster. ISBN 978-0-7432-6115-9. LCCN 2006049162. OCLC 70864519.
- Marton, Kati (2008). Kilenc magyar aki világgá ment és megváltoztatta a világot [Great escape] (Hungarian) . (translator) Bart Dániel. Budapest: Corvina. ISBN 978-963-13-5681-6. LCCN 2008418162. OCLC 226076973. {{cite book}}: контрольний символ C1 в |title= на позиції 23 (довідка)
- Marton, Kati (2001). Hidden power : presidential marriages that shaped our recent history (вид. 1st). New York: Pantheon Books. ISBN 0-375-40106-7. LCCN 2001021351. OCLC 50625328.
- Marton, Kati (1992). The Polk conspiracy : murder and cover-up in the case of CBS News correspondent George Polk (вид. 1st pbk.). New York: Times Books. ISBN 0-8129-2047-3. LCCN 91050973.
- Marton, Kati (1996). A death in Jerusalem (вид. 1st Arcade). New York: Arcade. ISBN 1-55970-352-0. LCCN 95051833.
- Marton, Kati (1987). An American woman (вид. 1st). New York: W.W. Norton. ISBN 0-393-02420-2. LCCN 86016342.
- Marton, Kati (1995). Wallenberg : missing hero (вид. 1st Arcade). New York: Distributed by Little, Brown and Company. ISBN 1-55970-276-1. LCCN 94079600.
- Marton, Kati (1990). The Polk conspiracy : murder and cover-up in the case of  CBS News correspondent George Polk (вид. 1st). New York: Farrar, Straus & Giroux. ISBN 0-374-13553-3. LCCN 89023384.